# Dryburgh
Dryburgh est un village dans les Scottish Borders, en Écosse.